# ميراتي
ميراتي (بالإيطالية: Merate)‏ هي بلدية يبلغ عدد سكانها (14,872) نسمة في مقاطعة ليكو الواقعة في منطقة لومبارديا في شمال إيطاليا. يتم خدمتها عن طريق محطة السكك الحديدية سيرنوسكو-ميراتي.

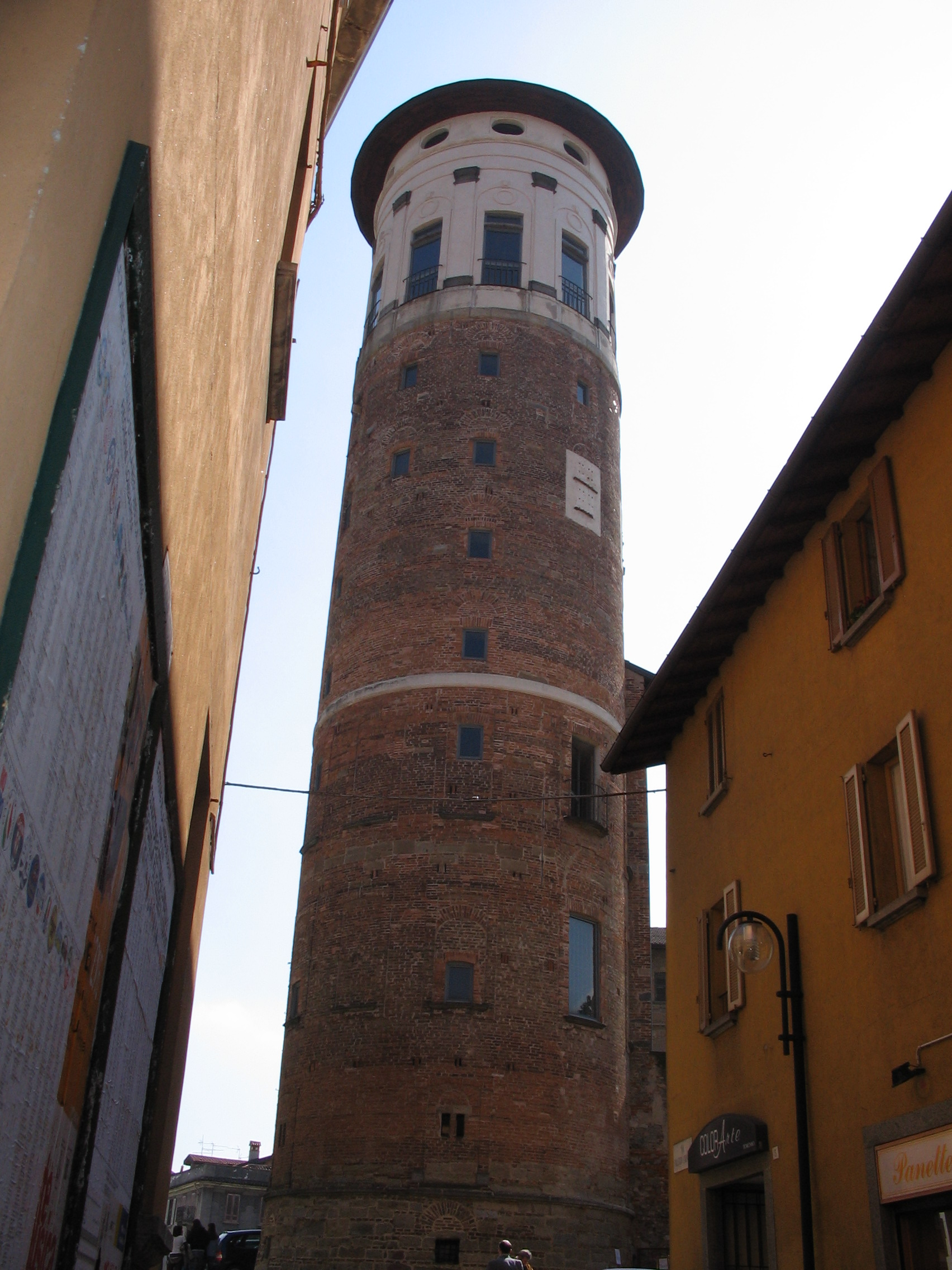
برج ميراتي.

## التاريخ
لقد ظهر اسم ميلاتوم لأول مرة في القرن الرابع ، وقد يكون مشتقًا من الكلمة اليونانية التي تعني الأسود/الكئيب/الظلام و ذلك لوجود الغابات، أو مشتق من الكلمة الإيطالية التي تعني التفاح (mela) ، وتعد فاكهة مهمة من المنطقة.
كانت عائلتي تورياني وفيسكونتي يتقاتلان من أجل السيطرة على ميلانو ، حيث تعرضت ميراتي ،وخاصة القلعة لأضرار كبيرةآنذاك ، وتعافت خلال القرن السابع عشر بعد أن دمرتها الطاعون. لتصبح في النهاية واحدة من أغنى المدن في المنطقة بعد ليكو.
في بداية القرن السادس عشر أُنشئ المعهد الأكاديمي ،وفي نهاية القرن الثامن عشر درس الكاتب/الشاعر الشاب أليساندرو مانزوني في هذه المدرسة، وبعد وفاته حملت المدرسة اسمه.
بعد أن تم توحيد إيطاليا، أصبحت ميراتي مركزًا صناعيًا مع تطور الصناعة المصرفية والنسيجية. و عند نهاية القرن التاسع عشر، أصبحت المدينة من أوائل المدن الإيطالية التي حصلت على الكهرباء ، والغاز ومياه الشرب عبر الأنابيب.
و لقد شهدت فترة ما بين الحربين العالميتين تطوراً كبيراً في الصناعات الميكانيكية والنسيجية.
في عام 1926، أُنشئ المرصد الفلكي ، وفي نفس العام توسعت البلدية ، وضمت العديد من المجتمعات المجاورة.
استمرت الصناعة في النمو بعد الحرب العالمية الثانية. و ازداد عدد السكان إلى 9000 نسمة في عام 1951، ويبلغ اليوم 14000 نسمة. حصلت بلدة ميراتي على " اللقب الفخري "بموجب مرسوم رئاسي في عام 1991.

## المعالم السياحية الرئيسية
- قصر برينيتي (القرن الثامن عشر)، مع برج أسطواني مرتفع
- فيلا كونفالونيري (أواخر القرن التاسع عشر)
- فيلا باسليني
- فيلا بلفيدير
- فيلا "ايل مومبيلو"
- فيلا "إل سوباجليو"
- مزار مادونا ديل بوسكو (القرن السابع عشر)، الذي يضم لوحة إيداع دومينيكو كامبي.

## المرصد الفلكي
في نهاية القرن التاسع عشر، أثر تلوث الضوء القادم من ميلانو على أنشطة مرصد بريرا الفلكي. ومع ذلك، لم تتحقق فكرة بناء مرصد جديد خارج المدينة حتى عشرينيات القرن العشرين،و تم الإستحواذ على فيلا سان روكو التي كانت هذه الفيلا دارًا للكبوشيين قبل أن تصبح فيلا خاصة، ثم اصبحت عيادة للأمراض النفسية بعد الحرب العالمية الأولى.
أصبحت بريانزا اليوم واحدة من أكثر المناطق كثافة سكانية في إيطاليا،و يعد التلوث الضوئي هناك كبير. ومع ذلك التلوث لا يزال المرصد يستخدم في أنشطة البحث الرائد في إنتاج بصريات الأشعة السينية ، بالإضافة إلى الدورات الدراسية وأطروحات دكتوراه لطلاب جامعة ميلانو.

## المدن التوأم
- بوزانسيه، فرنسا
- كابلن، ألمانيا

## رؤساء البلديات
رؤساء بلديات ميراتي من عام 1860 ،(من موقع البلدية على الإنترنت)
- (1860 - 1861) فيديريكو سالا
- (1861 - 1864) بيرينجاريو باربيانو دي بيلجيوجوسو
- (1864 - 1870) لويجي برينيتي
- (1870 - 1886)كارلو كورناجيا
- (1887 - 1893) فيتالي بيانكي
- (1893 - 1899) أنطونيو باسليني
- (1900 - 1905) جيامباتيستا كولومبو
- (1905 - 1920) كارلو باسليني
- (1920 - 1922) ماريو بيفيلاكوا
- (1922 - 1923) أليساندرو تيتامانتي
- (1924 - 1925) كارلو باسليني
- (1926 - 1943) كارلو باسليني (بودستا)
- (1945 - 1946) جيرولامو بونفانتي بالاتزي
- (1946 - 1946) أليساندرو تيتامانتي
- (1946 - 1960) ماريو سالا
- (1960 - 1964) إنريكو فيراريو
- (1964 - 1975) لويجي زابا
- (1975 - 1985) جوزيبي جيزي
- (1985 - 1990) جياكومو روميريو
- (1990 - 1995) ماريو جالينا
- (1995 - 2004) داريو بيريجو
- (2004 - 2009) جيوفاني باتيستا ألباني
- (2009 - 2014) أندريا أمبروجيو روبياني
- (2014 - 2019) أندريا ماسيروني
- (2019 - 2024) ماسيمو أوغوستو بانزيري
- (2024 -للآن) ماتيا سالفيوني الحالي

## الروابط الخارجية
- مرصد بريرا الفلكي، ميراتي
- ميراتي على الانترنت